# Pemberton Icefield
Pemberton Icefield är en glaciär i Kanada.   Den ligger i provinsen British Columbia, i den sydvästra delen av landet, 3 500 km väster om huvudstaden Ottawa. Pemberton Icefield ligger 1 896 meter över havet.
Terrängen runt Pemberton Icefield är varierad. Trakten runt Pemberton Icefield är nära nog obefolkad, med mindre än två invånare per kvadratkilometer.. Det finns inga samhällen i närheten. 
Trakten runt Pemberton Icefield är permanent täckt av is och snö.